# Oberstufen-Kolleg Bielefeld

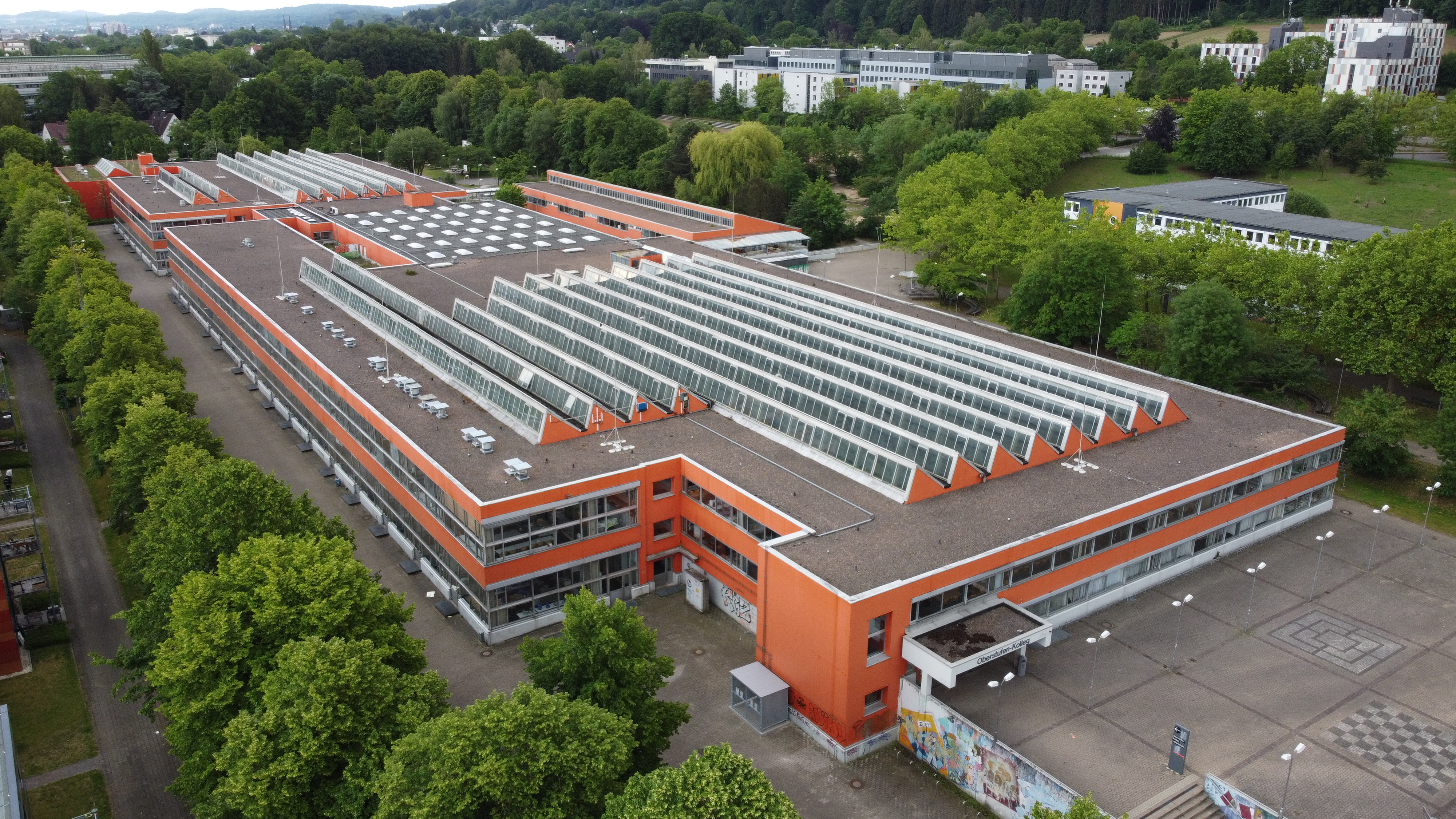
Аерофотознімок Oberstufen-Kolleg

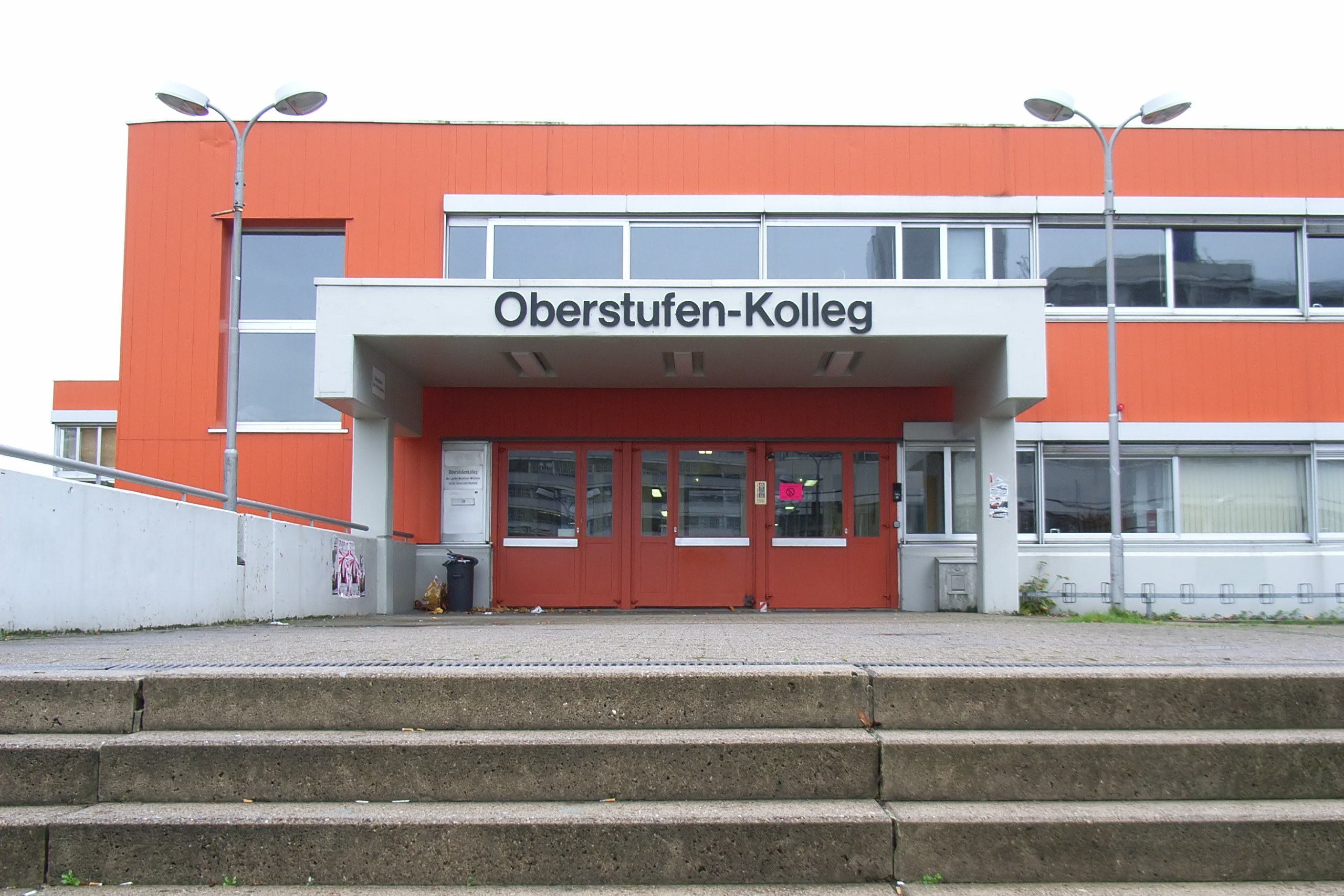
Вхід до школи

Oberstufen-Kolleg при Університеті Білефельда – це експериментальна школа федеральної землі Північний Рейн-Вестфалія та науковий підрозділ факультету педагогічних наук Університету Білефельда. До 2005 року це був коледж (випуск: атестат зрілості плюс базова вища освіта), а з 2005 року – гімназійний вищий ступінь (випуск: Abitur (атестат зрілості)).

## Історія
Oberstufen-Kolleg був заснований разом із Лабораторною школою Білефельда (Laborschule Bielefeld) в 1969 році як «структурна особливість» університету Білефельда Гартмутом фон Гентіґом і відкритий у 1974 році в контексті реформованої середньої школи. Науковим директором з 1989 по 2002 рік був Людвіг Губер.
З 1974 по 2005 рік Oberstufen-Kolleg як «коледж» і «новий третинний сектор освіти» пропонував чотирирічну програму освіти, яка інтегрувала навчальні матеріали вищої школи гімназійного рівня та університетського базового навчального курсу і поєднувала в цьому контексті у міждисциплінарних курсах, зразкову, орієнтовану на навчання спеціалізацію у двох (з приблизно 25 можливих) навчальних дисциплінах і практичне застосування вивченого у проектах. Учні таким чином могли піти далі шляхом до отримання повної вищої освіти і перейти на подальші семестри обраної навчальної програми, частково навіть змінити її до основного курсу одної з  навчальних дисциплін.
Однак, його особливе положення в системі освіти федеральної землі Північний Рейн-Вестфалія, спонукало уряд землі в 2005 році поступово згорнути цю програму освіти і обмежити експериментальне завдання Oberstufen-Kolleg сферою гімназійної вищої школи. Ганс-Ґюнтер Рольф підтримав цю реорганізацію.
9 вересня 2024 року Лаборшуле Білефельд та Oberstufen-Kolleg святкують п’ятдесятирічний ювілей. У рамках цього ювілею з 9 по 14 вересня 2024 року на території обох шкіл відбудуться різні урочисті заходи та програми.

## Структура

### Місія
Як експериментальна школа, Oberstufen-Kolleg має завдання розробляти, апробувати та оцінювати навчальні плани, методи викладання та форми навчання для старшої школи (II ступінь) та для переходу до університетського навчання. До цього належить документація науково-дослідних і дослідницько-розробних проєктів / проєктів викладачів-дослідників.
Oberstufen-Kolleg, зокрема через приєднаний науковий підрозділ експериментальної школи Oberstufen-Kolleg при Університеті Білефельда, публікує навчальні матеріали та видання з питань розвитку школи, оцінювання та дослідження навчального процесу. Це включає документацію науково-дослідних і розвиваючих проектів / проектів учителів-дослідників.
Як експериментальна старша школа гімназійного типу, Oberstufen-Kolleg завершується отриманням загального атестата про середню освіту, але відрізняється своєю реформованою педагогікою від гімназійної старшої школи у загальноосвітніх школах і гімназіях. Трирічну освітню програму (з різними можливостями скоротити час навчання через «бічний вступ» до двох або двох з половиною років) Oberstufen-Kolleg пропонує з літа 2002 року.

### Пропоновані лекціі
У центрі навчання в Oberstufen-Kolleg стоять навчальні дисципліни, які через спеціалізацію за фахом готують до вступу в університет. Пропозиція предметів в Oberstufen-Kolleg перевершує можливості звичайної школи завдяки таким предметам, як правознавство, соціологія та психологія. Окрім навчальних дисциплін, також пропонуються міждисциплінарні загальні курси та базові курси з німецької мови, математики, інформатики та англійської мови.
З зимового семестру 2011 року деякі основні курси в основній фазі об'єднані за певними основними темами (наприклад, «Праця та життя») у профілі. Колегіанти можуть обирати ці профілі наприкінці другого семестру.

### Розширена початкова фаза
Oberstufen-Kolleg пропонує, крім звичайної трирічної програми, розширену початкову фазу для переселенці. Основна увага в розширеній початковій фазі приділяється тому, щоб максимально підтримати учнів у покращенні їхнього рівня володіння німецькою мовою. Учні, які беруть участь у розширеній початковій фазі, відвідують спеціалізовані курси, відмінні від курсів звичайної початкової фази, а також один або два курси звичайної початкової фази та беруть участь у тих самих проєктах. Після завершення розширеної початкової фази колегіанти переходять до звичайної основної фази.

### Особливості
Оцінювання результатів навчання здійснюється за допомогою залікових робіт (з нім.: LNW) та оцінюваних заліків (скорочено: BLNW). Під час першого навчального року (Eingangsphase) оцінки не виставляються. Заліки та курси на початковому етапі оцінюються за принципом «зараховано» або «не зараховано». На основному етапі, під час другого та третього навчальних років (Hauptphase), учні самостійно обирають, які з їхніх заліків підлягатимуть оцінюванню. Свої LNW та BLNW учні збирають під час навчання в Oberstufen-Kolleg у портфоліо.
Особливістю є система менторів, яка дає студентам можливість обрати викладача як спеціального радника та контактну особу з усіх питань аж до випускних іспитів.
В останні два тижні кожного семестру студенти обирають і виконують проект, в рамках якого вони працюють і досліджують тему за власним вибором. Студентам також надається можливість спланувати проект і виконати його за підтримки викладача. Під час проектної фази звичайні уроки не проводяться.

### Організація
Лутц ван Спанкерен є головою департаменту та наступником Ютти Оббелоде. Іншими членами керівництва коледжу є Міхаеле Гевеке, освітній директор, та Іан Восс, організаційний директор.

### Участь
В рамках концепції надання студентам освіти, орієнтованої на їхні інтереси, Oberstufen-Kolleg пропонує їм численні можливості для участі. Студентів представляє Студентська рада (KRat). Окрім KRat, існують різні комітети та курси, такі як курс наставництва або курс демократичної участі, в яких студенти можуть брати участь.

### Архітектура
Архітектура Oberstufen-Kolleg при його плануванні розглядалася як важливий носій сенсу, що повинен був представляти педагогічну концепцію школи.

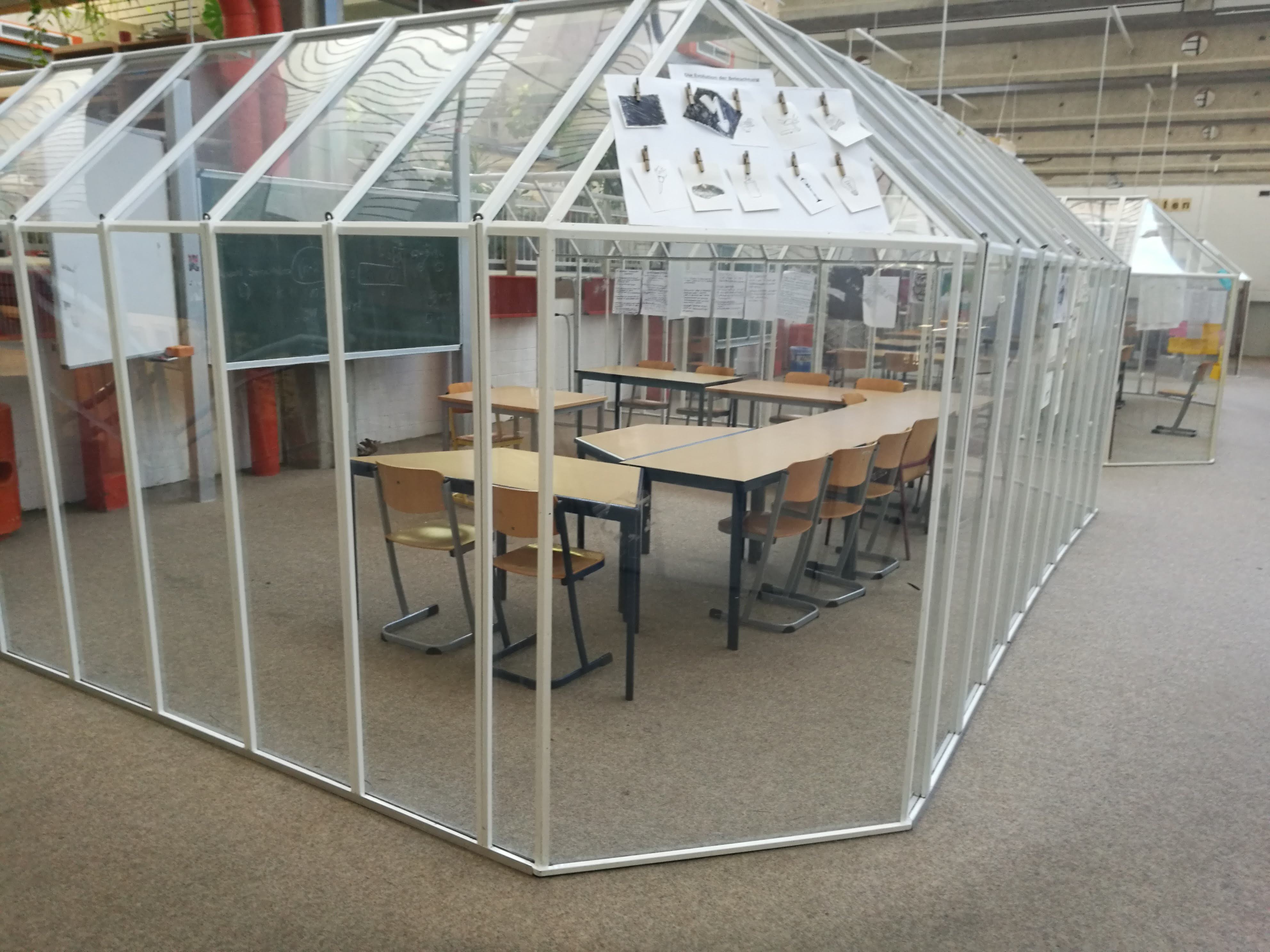
Навчальна зона на Feld III

Учням повинно було бути можливим як навчатися на великій площі спільно, так і мати доступ до місць для навчання без перешкод. З цієї причини в центрі школи є три великі простори, розмежовані піднятими галереями, так званими «Wiche». У цих просторах, оточених рухомими дерев'яними перегородками, проводяться заняття; вони також використовуються для заходів, таких як вистави та збори. «Wiche» можна використовувати не лише для роботи в малих групах чи перебування під час перерв, але й для робочих місць викладачів для забезпечення кращої доступності. Окремих вчительських кімнат у школі не існує.
Також є окремі спеціалізовані кабінети для мов, природничих наук, музики, мистецтва, медіа, лекційна зала та бібліотека. Спортивний зал розташований між двома школами, що знаходяться в одному комплексі (див. Laborschule), які з’єднані так званою «шкільною вулицею» і використовується спільно.

## Нагороди та співпраця
На церемонії вручення Німецької шкільної премії (Deutscher Schulpreis) 9 червня 2010 року в Берліні Oberstufen-Kolleg був визнаний найкращою школою в категорії «Результативність».
Oberstufen-Kolleg є проєктною школою ЮНЕСКО. Її цілі включають міжнародне порозуміння та співпрацю. З 1998 року коледж співпрацює з німецькою школою Гумбольдта у Гуаякілі в рамках проєкту розвитку Daular. Цей проєкт отримав нагороду ООН за свою унікальність у 2006/2007 роках. Крім того, школа є членом шкільної спільноти Blick über den Zaun та мережі BlickRichtung Vielfalt.

## Відомі викладачі
- Ірене Белова (* 1942), мистецтвознавиця та піонерка феміністичної історії мистецтва.
- Ганс фон Фабек (* 1961), філософ і автор.
- Герд Хьольшер (1936–2004), графік, художник і представник художньої практики.
- Барбара Кох-Пріве (* 1950), педагог.
- Марія Кубліц-Крамер, літературознавиця.
- Меріон Крафт (* 1946), літературознавиця, перекладачка.
- Георг Йозеф Криегер (1930–2015), композитор, музичний педагог.
- Едіт Мурасова, співачка (меццо-сопрано) та викладачка вокалу.
- Анна-Крістіна Роде-Юхтерн (* 1944), музикознавиця.
- Георг Рокс (* 1957), джазовий піаніст та викладач джазового фортепіано, музичної теорії, імпровізації.
- Еллен Шпікернагел (* 1941), мистецтвознавиця та піонерка феміністичної історії мистецтва.
- Еллен Торманн (* 1954), мистецтвознавиця та викладачка.
- Ельке Вернебург, художниця та психологиня.

## Відомі колишні учні
- Саша Деманд (* 1971), композитор та імпровізаційний музикант.

- Міхаель Гьоре (* 1975), поет, учасник поетичних слемів.
- Рональд Грунерт (* 1955), рекламний фотограф.
- Гаральд Ган (* 1966), театральний режисер та співак.
- Маргарете Хубер, співачка (сопрано) та композиторка.
- Мехтільд Янда (* 1970), скрипалька та засновниця фолк-рок гурту Harpyie.
- Ральф Кляйнемас (* 1968), художник.
- Верена Крігер (* 1961), мистецтвознавиця та колишня політикиня (Зелені).
- Марлене Марлоу (* 1970), актриса.
- Тіль Метте (* 1956), карикатурист та художник.
- Клаус Мьоллер (* 1967), художник та медіа-художник.
- Астрід Пітлік, співачка (меццо-сопрано).
- Маріса Росато (* 1967), фотографка.
- Акампіта Штайнер (* 1969), фолк-музикантка.
- Юдіт Вальгенбах (* 1970), художниця.
- Герд Вайхінник (* 1958), архітектор.